# Żełtura
Żełtura (ros. Желтура) – wieś w Rosji, w Buriacji, w rejonie dżydińskim. W 2010 liczyła 427 mieszkańców.